# La vile seduttrice
La vile seduttrice (oppure Tri-Trac oppure Il vergine folle) è una rappresentazione di Avanspettacolo presentata dalla Compagnia di fantasie comiche Totò nella stagione 1931-1932. Il debutto, al Teatro Eliseo di Roma, si ebbe il 2 gennaio 1932.

## Critica
(Anonimo, Il Mattino, 12 gennaio 1932)